# Acacia argyrotricha
Acacia argyrotricha é uma espécie de leguminosa do gênero Acacia, pertencente à família Fabaceae.